# Ichneumon naevius
Ichneumon naevius là một loài tò vò trong họ Ichneumonidae.